# Sanela Diana Jenkins
Sanela Diana Jenkins (* 23. August 1973 als Sanela Dijana Ćatić in Sarajevo, Bosnien und Herzegowina) ist eine bosnische Unternehmerin, welche vor allem für ihre Wohltätigkeitszwecke Bekanntheit erlangte.

## Karriere und Wohltätigkeitszwecke

### Karriere
2009 gründete Diana Jenkins den Getränkekonzern Neuro in Kalifornien, welcher heute in über 65.000 Geschäften in den Vereinigten Staaten und Großbritannien vertrieben wird. Weiter ist sie die Inhaberin des Musiklabels D Entertainment. Im Jahr 2022 war sie neben Kathy Hilton und Kyle Richards Teil der zwölften Staffel der US-Fernsehshow The Real Housewives of Beverly Hills.
Jenkins Vermögen wird auf rund 350 Mio. US-Dollar geschätzt.

### Wohltätigkeit

#### Bosnien und Herzegowina
2002 gründete Jenkins die Irnis Catic Foundation in Erinnerung an ihren im Bosnienkrieg erschossenen Bruder. Die Stiftung finanziert technisches Equipment für die medizinische Fakultät der Universität Sarajevo. 2009 erhielt sie hierfür den Peace Connection Preis des bosnischen Center for Peace and Multiethnic Cooperation.
2010 zahlte sie 300.000 USD in Kaution für die Freilassung des ehemaligen Präsidenten von Bosnien und Herzegowina Ejup Ganic.
2018 wurde Jenkins zusammen mit Bill Clinton bei der jährlichen Gala des Advisory Council for Bosnia and Herzegovina in Washington, D.C. für ihre Verdienste geehrt.

#### Sanela Diana Jenkins Human Rights Project
2008 gründete Jenkins das Sanela Diana Jenkins Human Rights Project an der University of California, Los Angeles (UCLA). Das Programm setzt sich für die auf Menschenrechte ausgerichtete juristische Ausbildung ein und war das erste seiner Art im Westen der USA.

#### Haiti
Nach dem Erdbeben in Haiti 2010 richtete Jenkins zusammen mit dem US-Schauspieler Sean Penn die Jenkins-Penn Haitian Relief Organization ein, welche Krankenhausbedarf und medizinische Versorgung an tausende wohnungslose Haitianer sendete.

## Privatleben
Jenkins wurde als ältestes von drei Kindern in einem Wohnblock in den Vororten von Sarajevo in Bosnien und Herzegowina geboren. Kurz nach Beginn des Bosnienkrieges floh Jenkins 1992 ohne ihre Eltern erst nach Kroatien, wo sie 18 Monate in einem Flüchtlingslager verbrachte, und anschließend nach London. Ihr 21-jähriger Bruder Irnis kam 1995 im Krieg ums Leben. In London wohnte Jenkins in Brixton und studierte Informatik an der City University of London. Das Studium finanzierte sie sich durch Jobs als Putzhilfe. 1997 lernte sie ihren späteren Ehemann Roger Jenkins, einen britischen Investmentbanker kennen. Das Paar heiratete 1999, aus der Ehe gingen zwei Kinder, Innis und Enya, hervor. 2011 ließ sich das Paar scheiden.
Im gleichen Jahr lernte sie den US-amerikanischen Sänger Asher Monroe kennen, mit welchem sie bis heute zusammen ist und eine Tochter, Eliyanah, hat.